# Елена Телбіс
Елена Телбіс(13 серпня 1990, Велико-Тирново, НРБ) — болгарська акторка.
У 2013 році закінчила Національну академію театрального та кіномистецтва імені Крастьо Сарафова.

## Вибіркова фільмографія
- Лузери (2015)

| Актор | Це незавершена стаття про акторку. Ви можете допомогти проєкту, виправивши або дописавши її. |